# Lynzee Klingman
Lynzee Klingman (* 31. Dezember 1943 in Chicago, Illinois) ist eine US-amerikanische Filmeditorin.

## Leben
Nachdem Lynzee Klingman in New York City und Paris aufwuchs, fing sie ein Studium an der University of Wisconsin–Madison an und erhielt ihren Abschluss in Amerikanischer Geschichte an der Columbia University. Anschließend war sie für einige Jahre im Dokumentarfilm tätig, bevor sie von Miloš Forman für Einer flog über das Kuckucksnest engagiert wurde. Diese Leistung brachte ihr zusammen mit Sheldon Kahn eine Oscarnominierung für den besten Schnitt 1976 sowie einen BAFTA Award ein. Es blieb ihre erste und bisher letzte Nominierung für einen bedeutenden Filmpreis. Mit Forman arbeitete sie erst 1999 wieder für Der Mondmann zusammen.
Klingman ist mit dem Regisseur Richard Pearce verheiratet und lebt in Los Angeles. Beide haben zwei Kinder, wovon eines die Maskenbildnerin Remy Pearce ist, die in Serien wie 30 Rock und Julie & Julia arbeitete.
Lynzee Klingman ist Mitglied der American Cinema Editors.

## Filmografie (Auswahl)
- 1968: In the Year of the Pig (Dokumentarfilm)
- 1974: Hearts and Minds (Dokumentarfilm)
- 1975: Einer flog über das Kuckucksnest (One Flew Over The Cuckoo’s Nest)
- 1977: Stern meines Lebens (You Light Up My Life)
- 1978: Kurz vor den Ferien (Almost Summer)
- 1979: Hair
- 1980: Gilda Live
- 1981: Fesseln der Macht (True Confessions)
- 1985: Maxie
- 1987: Baby Boom – Eine schöne Bescherung (Baby Boom)
- 1989: Der Rosenkrieg (The War of the Roses)
- 1991: Das Wunderkind Tate (Little Man Tate)
- 1992: Aus der Mitte entspringt ein Fluß (A River Runs Through It)
- 1992: Jimmy Hoffa (Hoffa)
- 1994: Das Geheimnis der Braut (Picture Bride)
- 1995: Outbreak – Lautlose Killer (Outbreak)
- 1995: Familienfest und andere Schwierigkeiten (Home for the Holidays)
- 1996: Matilda
- 1998: Eisige Stille (Hush)
- 1998: Stadt der Engel (City of Angels)
- 1998: Wachgeküßt (Living Out Loud)
- 1999: Der Mondmann (Man on the Moon)
- 2000: Panic
- 2001: South Pacific (Fernsehfilm)
- 2001: Ali
- 2003: Der Appartement Schreck (Duplex)
- 2005: Down in the Valley
- 2006: Das Haus am See (The Lake House)
- 2007: Flakes
- 2011: Der Biber (The Beaver)
- 2011: Five (Fernsehfilm)

## Auszeichnungen
- Oscar
  - 1976: Bester Schnitt – Einer flog über das Kuckucksnest (nominiert)

- BAFTA Award
  - 1977: Bester Schnitt – Einer flog über das Kuckucksnest